# Makunaima
Makunaima (Macunaima, Makonaima, Makonáima, Mackonaima, Makenaima), Makunaima je ime velikog boga Stvoritelja plemena Akawaio i susjednih plemena Pemon, Macusi i Carib. Ime Makunaima doslovno znači "On radi noću". Tradicionalna karipska kozmologija postala je vrlo zbrkana od dolaska kršćanskih misionara. Iako stariji mitovi prikazuju Makunaimu kao legendarnog kulturnog heroja koji ubija čudovišta, u novijim tekstovima ti se podvizi obično pripisuju Siguu, dok se Makunaima prevodi kao "Bog" ili "Veliki duh" i nije personificirana. Za Makunaimu se često kaže da je smrtni čovjek nikada nije vidio.